# Слупя (гмина, Скерневицкий повет)
Слупя (пол. Słupia) — сельская гмина (волость) в Польше, входит как административная единица в Скерневицкий повет, Лодзинское воеводство. Население — 2672 человека (на 2004 год).

## Соседние гмины
1. Гмина Глухув
2. Гмина Годзянув
3. Гмина Ежув
4. Гмина Липце-Реймонтовске
5. Гмина Рогув